# Dick Hafer
Dick Hafer (eigentlich John Richard Hafer; * 29. Mai 1927 in Wyomissing, Pennsylvania; † 15. Dezember 2012 in La Costa Glen, Kalifornien) war ein US-amerikanischer Tenorsaxophonist des Modern Jazz.

## Leben und Wirken
Zu Beginn seiner Musikerlaufbahn spielte Dick Hafer bei Charlie Barnet 1949, dann bei Claude Thornhill 1949–50, wieder bei Barnet 1950–51 und in der Woody-Herman-Band ab Ende 1951–1955. Mit ihr tourte er im Frühjahr 1954 durch Europa. Danach arbeitete Hafer freischaffend in New York City. Dort kam es auch zur Zusammenarbeit mit Tex Beneke 1955 und Bobby Hackett 1957–58. Er spielte unter anderem mit Ruby Braff, Dick Collins, Urbie Green, Nat Pierce und Johnny Hartman Platten ein. Ferner arbeitete er als Musiker in Broadwayhows.
In den 1990er Jahren legte er unter eigenem Namen zwei Alben vor, In a Sentimental Mood und das Lester-Young-Tribut Prez Impressions. Die bekanntesten Aufnahmen, an denen Hafer mitwirkte, sind die Alben The Black Saint and the Sinner Lady und Mingus Mingus Mingus Mingus Mingus von Charles Mingus, die 1963 bei Impulse! Records erschienen.

## Lexikalischer Eintrag
- Richard Cook, Brian Morton: The Penguin Guide to Jazz on CD. 6. Auflage. Penguin, London 2002, ISBN 0-14-051521-6.